# 1984年2月逝世人物列表
1984年逝世人物列表：1月 - 2月 - 3月 - 4月 - 5月 - 6月 - 7月 - 8月 - 9月 - 10月 - 11月 - 12月
1984年2月逝世人物列表，是用於匯總1984年2月期間逝世人物的列表。

## 依日期排序

### 1日
- 約瑟夫·庫爾辛格，羅馬天主教神父和大學講師
- 埃瓦爾德·普凡施密特，德國記者和作家
- 何塞·普里達·索拉雷斯，西班牙-智利畫家
- 艾達·史密斯，美國雜耍舞者、歌手和夜總會老闆
- 漢斯·溫賈倫根，挪威北歐兩項滑雪運動員
- 西格麗德·韋斯特法爾-赫爾布施，德國人類學家

### 2日
- 海因茨·布魯諾特，德國路德宗神學家
- 約瑟夫·坎珀，奧地利摩托車賽車手
- 維爾納·拉夫特，德國律師和政治家（社民黨、SED），聯邦議院議員
- 約翰內斯·瓦爾德伯格，瑞士木匠和建築師

### 3日
- 沃爾特·博斯哈德，瑞士足球運動員
- 約翰·布廷格，奧地利政治家（SPÖ），州議會議員，國民議會成員
- 阿爾弗雷德·康斯坦，德國醫生和政治家
- 伊迪絲·萊夫曼，德國兒科醫生和抵抗戰士
- 休伯特·內伊，德國政治家（中央黨、CVP、CDU、CNG）、聯邦議院議員

### 4日
- 亨利·卡普蘭，美國放射科醫生
- 牛頓的李男爵弗雷德里克·李，英國政治家（工黨），下議院議員

### 5日
- 粟裕，中國軍事家、中國人民解放軍高級將領
- 荒木義夫，日本內務官僚。
- 查克·库珀，美國NBA聯盟前職業籃球運動員，是史上第一位被「選進」NBA 的非裔美國人。
- 埃爾桑托，墨西哥職業摔跤手和演員
- 亞諾·浮士德，德國歌手和插畫家
- 理查·凱普，德國婦科醫生和大學講師
- 小鮑威爾，美國福音和藍調歌手
- 馬內斯·斯珀伯，奧地利裔法國作家、社會心理學家和哲學家

### 6日
- 希爾德加德·布萊勒，德國政治家（中，基民盟），聯邦議院議員
- 拜爾斯男爵弗蘭克·拜爾斯，英國政治家（自由黨），下議院議員
- 吉米·恩斯特（Jimmy Ernst），德裔美國畫家
- 魯道夫·弗萊舍，德國畫家和平面藝術家
- 豪爾赫·吉倫，西班牙詩人
- 羅納德·穆迪，牙買加雕塑家
- Remus Răduleț，羅馬尼亞電氣工程師
- 所羅門·舍恩菲爾德，英國拉比
- 拉杜·塞爾班，羅馬尼亞作曲家和詞曲作者
- 漢斯·韋斯，德國平面藝術家和畫家

### 7日
- 歐文·阿爾滕伯格，奧地利政治家（ÖVP），國民議會成員
- 卡爾·巴圖內克，德國公務員和政治家（GB/BHE），聯邦議院議員
- 克雷爾·鮑羅夫，德國舞蹈家
- 阿爾弗雷德·丹尼爾，德國法學家和基督教無政府主義者
- 古斯塔夫·哈特內克，二戰中的德國騎兵將軍
- 里貝里尼奧，葡萄牙演員和電影導演
- 詹姆斯·辛克萊，加拿大政治家（自由黨）
- 伯塔·蒂爾施（Berta Thiersch），德國作家

### 8日
- 卡雷爾·米爾洪，荷蘭拳擊手
- 菲利普·阿里埃斯，法國中世紀學家和歷史學家
- 愛琳·科勒（Irene Köhler），德國官員，SED中央委員會部門負責人
- 瑪麗亞·韋伯，德國雕塑家
- 弗里德里希·威爾克，德國政治家（DHP，DP），下薩克森州聯邦議院議員

### 9日
- 尤里·安德罗波夫，蘇聯共產黨總書記
- 埃裡希·格拉澤，德國登山者和登山家，國家社會主義的反對者和體育官員
- 阿萊特·馬歇爾，法國女演員
- 布魯諾·席爾，蘇台德德國民族學家

### 10日
- 庫爾特·貝爾，德國工會會員和巴伐利亞州參議院議員
- 威利·鮑默特，德國精神病學家和安樂死肇事者
- 亨里克·貝克爾，德語語言學家
- 威勒斯·布倫納，德國畫家
- 赫爾曼·科赫，德國傢俱製造商和政治家（CDU），聯邦議院議員

### 11日
- 陈质平，中華民國外交官。
- 伊莉莎白·克魯姆，德國律師，聯邦法院法官
- 約亨·里切特（Jochen Richert），德國經理
- 喬治·瓦赫維奇，俄羅斯-烏克蘭-法國電影建築師和佈景設計師

### 12日
- 安娜·安德森，美國婦女，聲稱俄羅斯沙皇的女兒
- 斯特凡·巴雷瓦，波蘭琴斯托霍瓦的波蘭主教
- 胡利奥·科塔萨尔，阿根廷作家
- 弗朗茨·杜西卡（Franz Dusika），奧地利自行車手
- 湯姆·基廷，英國修復師和藝術品偽造師
- 埃爾默·基思，美國牧場主、作家和槍支愛好者[1]
- 約翰內斯·梅斯納，奧地利神學家、法律學者和政治家
- Hans Schaarwächter，德國記者和劇作家
- 萊曼·楊（Lyman Young），美國漫畫家和漫畫家

### 13日
- 植村直己，日本冒險家
- 羅蘭·班頓，美國新教神學家、教會歷史學家、耶魯大學教授
- 弗里德里希·博姆克，德國病理學家和大學講師，多特蒙德市立醫院醫療主任
- 皮埃爾·布拉姆比拉，法國公路自行車手
- 赫伯特·邁耶（Herbert Meyer），德國律師、公務員和政治家（NSDAP、FDP）
- 赫爾穆特·施耐德，德國足球運動員和教練
- 邁克爾·格拉夫·索爾蒂科，德國作家和記者
- 休伯特·桑內克，德國軍官，最近擔任德國聯邦國防軍中將

### 14日
- 戈登·古德温，英國男子田徑運動員
- 克裡斯托夫·阿什莫尼特，德國海軍建築師
- 海達汗·巴巴吉，印度宗教領袖
- 埃萊奧諾拉·弗朗西尼·科爾蒂，義大利植物學家
- 弗里德里希·揚（Friedrich Jahn），德國醫生和科學家
- 喬恩·米利，美國攝影師
- 霍斯特·埃裡希·沃爾特，德國排版師、商業平面藝術家和書籍設計師

### 15日
- 埃塞爾·默爾曼，美國歌手和女演員
- 艾迪·伯納德，法國爵士音樂家
- 阿裡扎·伊萬諾夫娜·波雷特，俄蘇畫家和插畫家

### 16日
- 赫爾穆特·馮·布拉肯，德國心理學家、醫生和教育家、作家和公關人員
- 皮埃爾·根德隆，加拿大化學家
- 拉吉布·哈布，黎巴嫩神職人員，黎巴嫩伊斯蘭組織真主黨聯合創始人
- 羅伯托·馬丁內斯·拉卡約，尼加拉瓜政治家，尼加拉瓜索摩查氏族獨裁統治期間的軍政府成員
- 穆罕默德·阿塔爾·加尼·奧斯馬尼，孟加拉軍隊
- 查理斯·烏爾蒙特，法國作家
- 謝爾蓋·伊萬諾維奇·秋爾帕諾夫，蘇聯軍官和社會科學家
- 肯尼·威廉姆斯，美國遊戲節目播音員

### 17日
- 帕维尔·巴季茨基，蘇聯軍事領導人。
- 約瑟夫·朱利葉斯·伯姆，奧地利羅馬天主教神父、西多會教徒、樂隊指揮和管風琴家
- 弗朗齊謝克·希克，捷克斯洛伐克上校和抵抗戰士
- 漢斯·埃伯哈德·戈德施密特，奧地利出版商和古董書商
- 卡雷尔·科尔斯基，捷克斯洛伐克足球運動員和教練
- 保羅·克拉倫斯·舒爾特，美國神職人員，印第安那波利斯大主教

### 18日
- 比爾·博伊德，美國賽車手
- 歐根·蓋斯勒，德國醫生
- 拉比卜·哈巴奇，埃及埃及古物學家
- 弗里德里希·亨澤爾，德國商業經濟學家和大學講師
- 奧托·昆克爾，德國史前史學家
- 雅各·米爾茨，德國足球運動員
- 漢斯·赫爾曼·瓦勒，德國政治家（FDP），聯邦議院議員

### 19日
- 瓦爾德瑪·布洛赫，奧地利作曲家、鋼琴家和音樂教育家
- 保羅·佈雷斯根，德國政治家（SPD），聯邦議院議員
- 海因里希·格奧爾格·格拉夫·芬克·馮·芬肯斯坦，德國政治家（NSDAP），聯邦議院議員
- 納撒尼爾·弗蘭克，美國物理學家
- 克勞德·霍普金斯，美國爵士音樂家
- 伊娜·雷·赫頓，美國大樂隊領隊
- 安東·馬德，奧地利軍官
- 赫伯特·普里多爾，德國畫家、製圖員、插畫家和設計師
- 傑西·派伊，英格蘭足球運動員和經理
- 路易斯·拉赫米爾，美國藝術總監、製片設計師和電影製片人
- 弗朗茨·韋伯，德國攝影師

### 20日
- 朱塞佩·可倫坡，義大利科學家
- 格特魯德·德雷克斯勒，礦石山脈的德語方言詩人
- 菲克特·吉米羅夫，亞塞拜然作曲家
- 奧斯卡·克雷比奇，德國畫家、平面藝術家和雕塑家
- 君特·林克，德國政治家（DVP，DNVP，CDU），柏林眾議院議員
- 奧托·尼邁耶-荷爾斯泰因，德國畫家
- 羅伯特·奧德爾，美國藝術總監和製作設計師
- 愛德華·羅比策克，美國醫生
- 卡爾·海因里希·羅斯-盧特拉，德國人類學家
- Zoltán Zsebők，匈牙利放射科醫生和核醫學專家

### 21日
- 傅樂成，中國隋唐史專家
- 埃米利奧·羅德裡格斯，西班牙自行車手
- 歐文·席勒（Erwin Scheerer），德國雕塑家
- 米哈伊爾·蕭洛霍夫，俄羅斯作家
- 歐文·托爾納，德國建築師

### 22日
- 埃米爾·弗蘭茨克，德國農民和政治家（中），聯邦議院議員
- 伊姆雷·赫爾曼，匈牙利精神分析學家
- 亞歷山大·霍奇伯格，波蘭-德國貴族和軍官
- 威廉·穆勒，德國手球運動員
- 馬克斯·紐曼，英國數學家和密碼學家
- 萊奧波爾多·里希特，德國畫家、陶藝家和昆蟲學家
- 德爾芬·桑切斯·華雷斯，墨西哥大使
- 大卫·菲利普·维特尔，美國患者

### 23日
- 恩里克·卡萨斯·比拉，西班牙核物理學家，政治人物。
- 沃爾特·約基施，德國演員、戲劇導演、廣播劇解說員和配音演員
- 路易士·約瑟夫·賴歇爾，美國神職人員，奧斯丁主教
- 傑薩明·韋斯特，美國作家
- 莫裡斯·塔巴德，法國攝影師

### 24日
- 奧托·巴布勒，捷克語翻譯
- 萊赫·本德科夫斯基，波蘭作家、記者和政治家
- 保羅·格哈德·格蘭德，德國集中營囚犯，漢諾威集中營委員會常務董事
- 恩斯特·霍夫鮑爾，奧地利電影導演和編劇
- 赫爾穆特·謝爾斯基，德國社會學家

### 25日
- 克拉倫斯·克拉福德，瑞典外科醫生
- 西蒙·勒庫，西班牙足球運動員

### 26日
- 莫裡斯·博洛涅，比利時政治家、歷史學家和語言學家
- 康斯坦丁·費奧多羅維奇·丹克維奇，蘇聯作曲家、鋼琴家、指揮家和大學教師
- 弗里德里希·弗洛林（Friedrich Fröhling），德國羅馬天主教神父，Raphalswerk秘書長
- 庫爾特·普洛特納，德國集中營醫生和大學講師

### 27日
- 卡爾·霍雷斯，奧地利圖書印刷商和政治家（SPÖ），國民議會成員
- 卡爾·喬丹，德國歷史學家
- 奧托·科勒曼（Otto Kohlermann），德國軍官，二戰最後一位中將
- Michał Kondracki，波蘭作曲家和音樂評論家
- 洛朗·米查德，法國浪漫主義學者和文學史學家

### 28日
- 科尼利厄斯·奇蘇洛（Cornelius Chitsulo），馬拉威神職人員，代扎主教
- 克萊門斯·施梅克，德國醫生和環保先驅
- 艾倫·舍勒（Ellen Schöler），德國作家
- 約翰·賽博爾德，美國軍官
- 弗里茨·茨威格，德裔美國指揮家、鋼琴家和作曲家

### 29日
- 萨尔肯·道列诺夫，蘇聯黨和國家領導人。
- 費驊，台灣政治人物，曾任中華民國財政部部長。
- 海因茨·奧滕裡斯，德國律師
- 阿諾·貝特霍爾德，德國反法西斯抵抗戰士和政治家（SED），東德人民員警少將
- 馬克斯·格林貝克，德國外交官和腓特烈港市長（1949年–1977年）
- 安東·亨內卡，德國法學家，聯邦法院和聯邦憲法法院法官
- 路德維克·斯塔斯基，波蘭編劇、詞曲作者和作家

### 日期不詳
- 厄爾·卡利（Earle R.Caley），美國化學家和化學歷史學家
- 戈登·古德温，英國步行者
- 約阿希姆·普雷恩，德國電影和戲劇導演